# Świadomość klasowa
Świadomość klasowa – artykulacja ideologiczna rozpowszechniona między członkami zbiorowości o podobnych interesach ekonomicznych, rozpoznanie zagrażających tym interesom wrogów klasowych oraz pojawiająca się na tym tle silna tożsamość grupowa oraz gotowość do walki w celu realizacji klasowych celów.